# Log4j
Log4j és una utilitat de registre basada en Java, escrita originalment per Ceki Gülcü. És un dels molts projectes des de l'Apache Software Foundation. S'utilitza principalment com a eina de depuració. Ha estat implementada en altres llenguatges com: C, C++, C#, Perl, Python, Ruby i Eiffel. Forma part dels serveis de registre d'Apache, un projecte de l'Apache Software Foundation. Log4j és un dels diversos frameworks de registre de Java.
Gülcü ha creat des de llavors SLF4J, Reload4j, i Logback  que són alternatives a Log4j.
L'equip d'Apache Log4j va desenvolupar Log4j 2 en resposta als problemes de Log4j 1.2, 1.3, java.util.logging i Logback, abordant els problemes que apareixien en aquests frameworks. A més, Log4j 2 oferia una arquitectura de complements que el feia més extensible que el seu predecessor. Log4j 2 no és compatible amb versions anteriors 1.x, tot i que hi ha disponible un "adaptador". El 5 d'agost de 2015, el Comitè de Gestió de Projectes d'Apache Logging Services va anunciar que Log4j 1 havia arribat al final de la seva vida útil i que es recomanava als usuaris de Log4j 1 que actualitzessin a Apache Log4j 2. El 12 de gener de 2022, Ceki Gülcü va publicar una versió 1.2 de log4j bifurcada i rebatejada com a Reload4j versió 1.2.18.0 amb l'objectiu de solucionar els problemes més urgents de log4j 1.2.17 que s'havien acumulat des del seu llançament el 2013.